# Asperg
Asperg település Németországban, azon belül Baden-Württembergben. Lakosainak száma 13 836 fő (2023. december 31.). Asperg Markgröningen, Möglingen és Tamm községekkel határos.

## Népesség
A település népessége az elmúlt években az alábbi módon változott:
| Lakosok száma | 8565 | 12 148 | 12 593 | 11 357 | 11 547 | 12 084 | 11 979 | 13 041 | 12 955 | 13 836 |
|               | 1961 | 1968   | 1974   | 1981   | 1987   | 1994   | 2000   | 2007   | 2013   | 2023   |